# Троцкий, Владимир Иоанникиевич
Владимир Иоанникиевич Троцкий (14 июля 1847 — не ранее 1918) — русский военный деятель, генерал от инфантерии, генерал-адъютант, участник русско-турецкой войны 1877—1878 годов, член Военного совета.
В службу вступил 25.08.1865. Окончил Пажеский корпус, в 1867 выпущен прапорщиком гвардии в лейб-гвардии Павловский полк. Подпоручик (1871), поручик (1874), штабс-капитан (1877). Флигель-адъютант (1875).
За русско-турецкую войну награждён тремя боевыми орденами. Капитан (1882), полковник (1888).
24.02.1893 — 3.01.1895 — командир 134-го пехотного Феодосийского полка.
3.01.1895 — 16.02.1900 — командир 89-го пехотного Беломорского полка.
16.02.1900 — 10.05.1903 — командир лейб-гвардии Павловского полка, генерал-майор (16.02.1900).
10.05.1903 — 21.06.1904 — командир 2-й бригады 2-й гвардейской пехотной дивизии.
21.06.1904 — 25.11.1905 — начальник 2-й гвардейской пехотной дивизии.
25.11.1905 — 23.03.1914 — Санкт-Петербургский комендант, генерал-лейтенант (6.12.1906), генерал-адъютант (1910), генерал от инфантерии (6.12.1912).
23.03.1914 отчислен от должности с оставлением генерал-адъютантом и по гвардейской пехоте.
10.11.1914 — 8.04.1916 — главный начальник Киевского военного округа.
8.04.1916 — 21.03.1918 — член Военного совета; 21 марта 1918 года уволен от службы приказом наркома по военным делам в числе других членов Военного совета в связи с упразднением последнего.
В апреле — июне 1918 проживал в отставке в Анапе.

## Награды
- орден Святого Станислава 3-й ст. (1871)
- орден Святой Анны 3-й ст. (1874)
- орден Святого Владимира 4-й ст. с мечами и бантом (1878)
- орден Святого Станислава 2-й ст. с мечами (1878)
- орден Святой Анны 2-й ст. с мечами (1878)
- орден Святого Станислава 1-й ст. (1903)
- орден Святой Анны 1-й ст. (1906)
- орден Святого Владимира 2-й ст. (1909)
- орден Белого орла (1913)
- орден Святого Александра Невского (22.03.1915)

Иностранные:
- кавалерский крест австрийского ордена Франца-Иосифа (1874)
- румынский крест «За переход через Дунай» (1879)
- бухарский орден Благородной Бухары 2-й ст. (1893)
- бухарский орден Благородной Бухары 1-й ст. (1902)
- большой офицерский крест ордена Короны Италии (1903)
- командорский крест ордена Почетного легиона (1903)
- орден Короны государства Бухары с алмазами (1907)